# Brazil International 2011
Die Brazil International 2011 (auch São Paulo International 2011 genannt) im Badminton fanden vom 21. bis zum 25. September 2011 in São Paulo statt.

## Sieger und Platzierte
| Disziplin    | Gold                         | Silber                      | Bronze                         |
| ------------ | ---------------------------- | --------------------------- | ------------------------------ |
| Herreneinzel | Przemysław Wacha             | Yuhan Tan                   | Vladimir Ivanov                |
| Herreneinzel | Przemysław Wacha             | Yuhan Tan                   | Pedro Martins                  |
| Dameneinzel  | Michelle Li                  | Kana Ito                    | Susan Egelstaff                |
| Dameneinzel  | Michelle Li                  | Kana Ito                    | Agnese Allegrini               |
| Herrendoppel | Ivan Sozonov Vladimir Ivanov | Adam Cwalina Michał Łogosz  | Hugo Arthuso Daniel Paiola     |
| Herrendoppel | Ivan Sozonov Vladimir Ivanov | Adam Cwalina Michał Łogosz  | Adrian Liu Derrick Ng          |
| Damendoppel  | Eva Lee Paula Obanana        | Alexandra Bruce Michelle Li | Leanne Choo Renuga Veeran      |
| Damendoppel  | Eva Lee Paula Obanana        | Alexandra Bruce Michelle Li | Iris Wang Rena Wang            |
| Mixed        | Halim Haryanto Eva Lee       | Glenn Warfe Leanne Choo     | Toby Ng Grace Gao              |
| Mixed        | Halim Haryanto Eva Lee       | Glenn Warfe Leanne Choo     | Rodrigo Pacheco Claudia Rivero |